# Marco Pašalić
Marco Pašalić (pronunciación en croata: [mâːrko pǎʃalitɕ]; Karlsruhe, Alemania, 14 de septiembre de 2000) es un futbolista croata que juega como delantero en el Orlando City S. C. de la Major League Soccer.

## Selección nacional

### Participaciones en Eurocopas
| Copa          | Sede     | Resultado    | Partidos | Goles |
| ------------- | -------- | ------------ | -------- | ----- |
| Eurocopa 2024 | Alemania | Primera fase | 0        | 0     |

## Estadísticas

### Clubes
Actualizado al último partido disputado el 22 de mayo de 2024.
| Club                            | Div.          | Temporada     | Liga  | Liga  | Liga   | Copas nacionales | Copas nacionales | Copas nacionales | Copas internacionales | Copas internacionales | Copas internacionales | Total | Total | Total  |
| Club                            | Div.          | Temporada     | Part. | Goles | Asist. | Part.            | Goles            | Asist.           | Part.                 | Goles                 | Asist.                | Part. | Goles | Asist. |
| ------------------------------- | ------------- | ------------- | ----- | ----- | ------ | ---------------- | ---------------- | ---------------- | --------------------- | --------------------- | --------------------- | ----- | ----- | ------ |
| VfB Stuttgart II · Alemania     | 5.ª           | 2019-20       | 12    | 1     | 0      | ―                | ―                | ―                | ―                     | ―                     | ―                     | 12    | 1     | 0      |
| VfB Stuttgart II · Alemania     | 4.ª           | 2020-21       | 35    | 8     | 12     | ―                | ―                | ―                | ―                     | ―                     | ―                     | 35    | 8     | 12     |
| VfB Stuttgart II · Alemania     | Total club    | Total club    | 47    | 9     | 12     | 0                | 0                | 0                | 0                     | 0                     | 0                     | 47    | 9     | 12     |
| Borussia Dortmund II · Alemania | 3.ª           | 2021-22       | 13    | 2     | 1      | ―                | ―                | ―                | ―                     | ―                     | ―                     | 13    | 2     | 1      |
| Borussia Dortmund II · Alemania | 3.ª           | 2022-23       | 22    | 4     | 0      | ―                | ―                | ―                | ―                     | ―                     | ―                     | 22    | 4     | 0      |
| Borussia Dortmund II · Alemania | Total club    | Total club    | 35    | 6     | 1      | 0                | 0                | 0                | 0                     | 0                     | 0                     | 35    | 6     | 1      |
| Borussia Dortmund · Alemania    | 1.ª           | 2021-22       | 0     | 0     | 0      | 1                | 0                | 0                | 0                     | 0                     | 0                     | 1     | 0     | 0      |
| Borussia Dortmund · Alemania    | 1.ª           | 2022-23       | 1     | 0     | 0      | 0                | 0                | 0                | 0                     | 0                     | 0                     | 1     | 0     | 0      |
| Borussia Dortmund · Alemania    | Total club    | Total club    | 1     | 0     | 0      | 1                | 0                | 0                | 0                     | 0                     | 0                     | 2     | 0     | 0      |
| H. N. K. Rijeka · Croacia       | 1.ª           | 2023-24       | 30    | 6     | 2      | 5                | 0                | 0                | 6                     | 3                     | 1                     | 41    | 9     | 3      |
| H. N. K. Rijeka · Croacia       | Total club    | Total club    | 30    | 6     | 2      | 5                | 0                | 0                | 6                     | 3                     | 1                     | 41    | 9     | 3      |
| Total carrera                   | Total carrera | Total carrera | 113   | 21    | 15     | 6                | 0                | 0                | 6                     | 3                     | 1                     | 125   | 24    | 16     |